# Vitis betulifolia
Vitis betulifolia är en vinväxtart som beskrevs av Diels & Gilg. Vitis betulifolia ingår i släktet vinsläktet, och familjen vinväxter. Inga underarter finns listade i Catalogue of Life.